# Komunikační symboly
Komunikace může být verbální (pomocí slov) a neverbální (beze slov). Právě součástí neverbální komunikace jsou komunikační symboly. Jsou to signály, které mohou být přeloženy do slov nebo významové oblasti. Mohou též skrývat určitý objekt, pocit nebo myšlenku. Napodobení pití nebo jídla, znamená žízeň nebo hlad. Vztyčený prostředníček nadávku. Na základě našich zkušeností a poznání jsou uloženy v našem vědomí. Při vzájemné komunikaci je dokážeme používat a porozumět jim. Pro lidskou společnost jsou komunikační symboly podobné. Naznačení zmáčknutí spouště fotoaparátu nám porozumí i cizinec, stejně  našpulení rtů jako symbol polibku. Aby nedocházelo k rozporům je dobré znát příslušnou symboliku například v zemi kam jedeme na dovolenou. I když jsou komunikační symboly podobné, v různých kulturách mohou mít rozdílný význam.
Snadno rozpoznatelné symboly jsou, které:
- obsahují pokyny: Jděte sem.
- vydávají příkazy: Zůstaňte v klidu.
- vyjadřují fyzický stav: Jsem unavený.
- obsahují urážku: Jdi do…
- znamenají odpověď: Ano. Ne.
- vyjadřují city: Jsem smutný.
- žádají laskavost: Svezte mě.
- nabízejí popis: Velká ňadra.